# Elecciones municipales de 2007 en Extremadura
El domingo 27 de mayo de 2007 se celebraron en Extremadura, además del resto de España, elecciones municipales.

## Precampaña electoral

### Un nuevo competidor en Cáceres
Tras la salida de Felipe Vela, exconcejal de Hacienda, en mayo de 2005, del Grupo Popular, pasa a ser independiente, y anuncia de que se presentará como candidato a la alcaldía de Cáceres con un nuevo partido político, Foro Ciudadano de Cáceres (Foro Ciudadano).
Así, se suma a los competidores del candidato popular, José María Saponi Mendo, la candidata socialista, Carmen Heras, y el candidato de Izquierda Unida (IU-SIEX), Santiago Pavón.

## Tabla de candidatos
Candidatos de las poblaciones superiores a los 35.000 habitantes:
| Ciudad y alcalde en ejercicio                                 | Candidatos                                                                                    | Ciudad y alcalde en ejercicio                                          | Candidatos |
| ------------------------------------------------------------- | --------------------------------------------------------------------------------------------- | ---------------------------------------------------------------------- | --- |
| Badajoz 145.257 hab. (27 concejales) Miguel Ángel Cedrán (PP) | - PP-EU: Miguel Ángel Celdrán - PSOE: Francisco Muñoz Ramírez - IU-SIEX: Manuel Sosa Aparicio | Cáceres 91.106 hab. (26 concejales) José María Saponi (PP)             | - PP-EU: José María Saponi Mendo - PSOE: Carmen Heras Pablo - IU-SIEX: Santiago Pavón Polo - Foro Ciudadano: Felipe Vela |
| Mérida 53.915 hab. (25 concejales) Pedro Acedo (PP)           | - PP-EU: Pilar Vargas - PSOE: Ángel Calle - IU-SIEX: Feliciano Morcuende Timón                | Plasencia 39.785 hab. (21 concejales) Elia María Blanco Barbero (PSOE) | - PP-EU: Miguel Cantero - PSOE: Elia María Blanco - IU-SIEX: Luis Ranilla - UPEX: María Victoria Domínguez               |

## Resultados electorales
|           | Escrutado | PP-EU        | PSOE         | IU-SIEX    | FC         | UPEX       |
| Badajoz   | 100 %     | 15 (48,83 %) | 11 (37,23 %) | 1 (5,17 %) | -          | -          |
| Cáceres   | 100 %     | 12 (47,42 %) | 11 (40,62 %) | 1 (5,54 %) | 1 (6,73 %) | -          |
| Mérida    | 100 %     | 12 (47,25 %) | 13 (49,89 %) | 0 (3,45 %) | -          | -          |
| Plasencia | 100 %     | 10 (40,91 %) | 10 (44,24 %) | 0 (4,68 %) | -          | 1 (7,14 %) |

## Consecuencias

### Cáceres
La victoria del PP por un solo escaño hizo difícil que el alcalde saliente pudiera repetir mandato.
Finalmente, se proclamó alcaldesa de Cáceres la candidata del PSOE, Carmen Heras, con los votos del PSOE, Foro Ciudadano e IU. Así, José María Saponi, alcalde durante tres legislaturas, cede el bastón de mando.

### Badajoz
Repitió mayoría absoluta y alcaldía Miguel Celdrán del PP.

### Mérida
En la capital extremeña perdió la alcaldía el PP después de tres legislaturas consecutivas por escaso número de votos, nombrándose nuevo alcalde por mayoría absoluta a Ángel Calle del PSOE.

### Plasencia
En la ciudad del Jerte repitió alcaldía Elía María Blanco del PSOE con los votos a favor de su propio partido y de UPEX.